# 島田四郎
島田 四郎（しまだ しろう、明治38年（1905年） - 昭和61年（1986年）7月1日）は、大正から昭和時代にかけての日本の洋画家。日展運営委員、神奈川県美術家協会会員、新世紀美術協会委員、審査員歴任。

## 経歴
明治38年（1905年）富山県庄川町に生まれる。1962年、神奈川県美術家協会創立発起人会に参加。1965年、阪井田勇、柴山静穂、他9名による「港に働く作家グループ」（現在・港の作家美術協会）の創立に賛助。文展特選1回、日展特選2回、晩年には「佇立ニ女・ネコ」で黒田清輝賞を受賞。1986年没。

## 作品
- 「女・ねこ」[1]
- 「サンタルチア港から」[2]
- 「バルベリーユの噴水」
- 「佇立ニ女・ネコ」第27回新世紀展（黒田賞）
- 「乱髪のふたり」
- 「進駐軍ヨットハウス」
- 「富山庄川の民家」
- 「故山田文作氏肖像」[3]

- 挿絵「ちいさい隅」大佛次郎の随筆 季刊誌「横濱」